# MV Krait
MV Krait - судно с деревянным корпусом, изначально траулер, использовавшееся во времена Второй мировой войны специальным подразделением "Z" ВМС Австралии (Z Special Unit), наибольшую известность получила Операция Jaywick.
В настоящее время - корабль-музей в Австралийском национальном морском музее.

## История

MV Krait, 1943 год

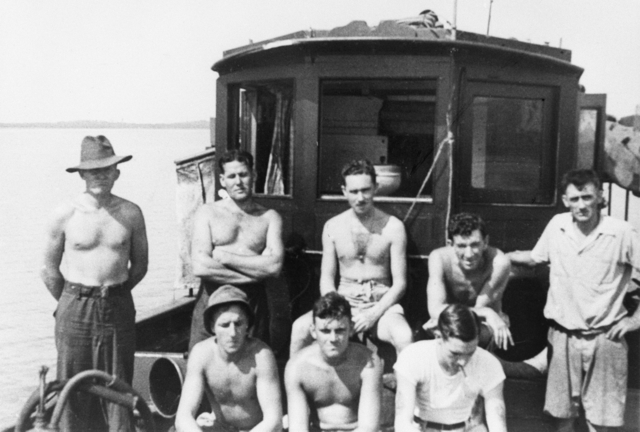
Подразделение "Z" на борту MV Krait, 1943 год

Изначально Крайт был японским рыболовным траулером, с портом приписки - Сингапур, и назывался Кофуку-Мару (Kofuku Maru).
Судно было захвачено Союзниками и использовано для эвакуации более 1100 человек с судов потопленных на восточном побережье Суматры. Судно было направлено в Австралию и с 1942 года использовалось Австралийскими ВС. Судно было переименовано в Крайт - в переводе "ядовитая змея".
В сентябре 1943 года Крайт доставил бойцов подразделения "Z" в Сингапур, где данное подразделение в ночь на 26 сентября совершило успешный рейд в бухте Сингапура, потопив или значительно повредив семь японских судов общим дедвейтом около 39 тыс. тонн.
После возвращения в Австралию, судно использовалось ВС Австралии вплоть до капитулирования Японии в сентябре 1945 года.
Судно было продано по окончании войны. В 1964 году было приобретено Береговой охраной Австралии.
В 1985 году судно было передано Австралийскому национальному морскому музею и с 1988 года открыто для посещения.
После успеха Операции Jaywick, корабли Австралийских Коммандос традиционно называются змеиными именами, эта традиция существует и в настоящее время.